# لويس باتريسيو نونيز
لويس باتريسيو نونيز (بالإسبانية: Luis Núñez) (20 يناير 1980 بسانتياغو في تشيلي - ) هو لاعب كرة قدم تشيلي في مركز الهجوم. شارك مع منتخب تشيلي لكرة القدم. أما مع النوادي، فقد لعب مع الجامعي دي بيرو ونادي أونيفرسيداد كاتوليكا ونادي أوهيجينس ونادي بالستينو وهواتشيباتو وUniversitario de Sucre ‏ ونادي الجامعة الكاثوليكية (الإكوادور) ونادي كونسيبسيون ‏ وديبورتيفو نوبلينس ‏ وديبورتيس ماجالانز واتحاد سان فيليبي ‏.

## وصلات خارجية
- لويس باتريسيو نونيز على موقع قاعدة بيانات كرة القدم.إي يو (الإنجليزية)
- لويس باتريسيو نونيز على موقع ناشيونال فوتبول تيمز (الإنجليزية)
- لويس باتريسيو نونيز على موقع Soccerway.com (الإنجليزية)
- لويس باتريسيو نونيز على موقع عالم كرة القدم.نت (الإنجليزية)